# Łaposie (rejon postawski)
Łaposie (biał. Лапосі; ros. Лапоси) – wieś na Białorusi, w obwodzie witebskim, w rejonie postawskim, w sielsowiecie Kuropole.

## Historia
W czasach zaborów w gminie Postawy, w powiecie dzisieńskim, w guberni wileńskiej Imperium Rosyjskiego.
W dwudziestoleciu międzywojennym wieś leżała w Polsce, w województwie wileńskim, w powiecie duniłowickim, od 1926 w powiecie dziśnieńskim, w gminie Postawy.
Według Powszechnego Spisu Ludności z 1921 roku zamieszkiwało tu 150 osób, wszystkie były wyznania prawosławnego. Jednocześnie 5 mieszkańców zadeklarowało polską  a 145 białoruską przynależność narodową. Były tu 32 budynki mieszkalne. W 1931 w 35 domach zamieszkiwało 158 osób.
Wierni należeli do parafii rzymskokatolickiej i prawosławnej w Postawach. Miejscowość podlegała pod Sąd Grodzki w Postawach i Okręgowy w Wilnie; właściwy urząd pocztowy mieścił się w m. Kuropole.
Po agresji ZSRR na Polskę w 1939 roku wieś znalazła się w granicach BSRR. W latach 1941–1944 była pod okupacją niemiecką. Następnie leżała w BSRR. Od 1991 roku w Republice Białorusi.